# Live in Japan (альбом Сары Воан)
Live in Japan — двойной концертный альбом американской певицы Сары Воан, выпущенный в 1973 году на лейбле Mainstream Records. Альбом был записан в концертном зале токийского Nakano Sun Plaza 24 сентября 1973 года, аккомпанировали певице пианист Карл Шредер, басист Джон Гианелли и барабанщик Джимми Кобб. В 1987 году вышло расширенное двухдисковое издание альбома, включавшее дополнительные треки с концерта.

## Отзывы м признание
| Оценки критиков               | Оценки критиков |
| Источник                      | Оценка          |
| ----------------------------- | --------------- |
| AllMusic                      | ·               |
| Encyclopedia of Popular Music | [ 5 ]           |

Джазовый критик Нэт Хентофф похвалил альбом в примечаниях к релизу: «У Сары поразительное чувство дизайна. Основа каждой песни тщательно структурирована и персонализирована, что делает её частые импровизации потрясающими … тем более захватывающими. … У неё такой звучный и насыщенный вокал, что, кажется, его можно почти потрогать … в целом, это непревзойденная иллюстрация выдающейся певицы на пике её выразительной энергии».
В обзоре журнала Billboard от 15 декабря 1973 года говорилось, что «Виртуозность Сары — это нечто постоянное…она великолепно скользит, парит, воспаряет, лаская каждое слово, каждую ноту, разбивая слова на слоги и извлекая истинное значение из каждой фразы.» В обзоре исполнение Воан «Wave» описывается как «мягкий, деликатный опыт, в котором масштабируется вокальный спектр».
Скотт Яноу из AllMusic написал: «49-летнюю певицу можно услышать на пике её возможностей, она действительно вникает в стандарты и творит волшебство из таких номеров, как „Poor“, „Round Midnight“, „Willow Weep“, „My Funny Valentine“, „Summertime“ и „Bye Bye Blackbird“. Этот двойной альбом даёт полное представление о блестящей певице». Музыкальный критик Уилл Фридуолд включил его в свою книгу «Лучшие альбомы джазовых и поп-исполнителей», отметив: «Live in Japan — это удивительный снимок великого художника в уникальный период. Раньше Воан относили к поп-музыке, а позже её стали считать крупной концертирующей артисткой, но в 1973 году, похоже, никто от нее вообще ничего не ожидал, и всё же здесь она, вероятно, великолепный всего, чем когда-либо была или когда-либо будет потом».
В 2006 году Библиотека Конгресса США включила его в Национальный реестр аудиозаписей.

## Список композиций
1. «A Foggy Day» (Джордж Гершвин, Айра Гершвин) — 1:21
2. «Poor Butterfly» (Рэймонд Хаббелл, Джон Голден) — 5:04
3. «The Lamp Is Low» (Питер Дероуз, Берт Шефтер, Митчелл Пэриш) — 1:37
4. «’Round Midnight» (Телониус Монк) — 5:37
5. «Willow Weep for Me» (Энн Ронелл) — 3:00
6. «There Will Never Be Another You» (Гарри Уоррен, Мак Гордон) — 1:34
7. «Misty» (Эрролл Гарнер, Джонни Берк)- 3:12
8. «Wave» (Антониу Карлос Жобин) — 7:03
9. «Like Someone in Love» (Джимми Ван Хьюзен, Джонни Берк) — 2:29
10. «My Funny Valentine» (Ричард Роджерс, Лоренц Харт) — 5:32
11. «All of Me» (Джеральд Маркс, Сеймур Саймонс) — 1:56
12. «Where Do I Begin» (Франсис Ле) — 5:05
13. «Over the Rainbow» (Гарольд Арлен, Йип Харбург) — 7:01
14. «I Could Write a Book» (Ричард Роджерс, Лоренц Харт) — 2:15*
15. «The Nearness of You» (Хоги Кармайкл, Нед Вашингтон) — 6:58
16. «I’ll Remember April» (Джин Де Пол, Дон Рэй) — 3:33
17. «Watch What Happens» (Норман Гимбел, Мишель Легран, Жак Деми) — 3:04
18. «I Cried for You» (Артур Фрид, Эйб Лайман, Гас Арнхайм) — 1:33*
19. «Summertime» (Джордж Гершвин, Дюбоз Хейуорд) — 4:01*
20. «The Blues» — 7:32*
21. «I Remember You» (Виктор Шерзингер, Джонни Мерсер) — 5:09*
22. «There Is No Greater Love» (Ишем Джонс, Марти Саймс) — 4:03*
23. «Rainy Days and Mondays» (Пол Уильямс, Роджер Николс) — 6:11*
24. «On a Clear Day» (Бертон Лейн, Алан Джей Лернер) — 1:54*
25. «Bye Bye Blackbird» (Рэй Хендерсон, Морт Диксон) — 7:39
26. «Tonight» (Леонард Бернстайн, Стивен Сондхайм) — 1:12*
27. «Tenderly» (Уолтер Гросс, Джек Лоуренс) — 3:27*

Символом «*» отмечены треки, добавленные при переиздании.

## Участники записи
- Вокал — Сара Вон
- Контрабас — Джон Гианелли
- Ударные — Джимми Кобб
- Фортепиано — Карл Шредер, Сара Вон (трек «The Nearness of You»)